# Мардер III
Marder III е немски унищожител на танкове от Втората световна война. Изграден е на базата на шасито на Панцер 38(t). Произвеждат се от 1942 г. до 1944 г. и служи на всички фронтове до края на войната.